# Kelly VanderBeek
Kelly VanderBeek, kanadska alpska smučarka, * 21. januar 1983, Kapuskasing, Ontario, Kanada.
Nastopila je na Olimpijskih igrah 2006, kjer je osvojila četrto mesto v superveleslalomu in 24. mesto v smuku. V štirih nastopih na svetovnih prvenstvih je najboljšo uvrstitev dosegla leta 2003 z dvajsetim mestom v kombinaciji. V svetovnem pokalu je tekmovala enajst sezon med letoma 2001 in 2012 ter dosegla tri uvrstitve na stopničke. V skupnem seštevku svetovnega pokala je bila najvišje na devetnajstem mestu leta 2008, ko je bila tudi peta v smukaškem seštevku.